# Gare de Pregnana-Milanese
La gare de Pregnana-Milanese (en italien, Stazione di Pregnana Milanese) est une gare ferroviaire italienne de la ligne de Turin à Milan, située sur le territoire de la commune de Pregnana Milanese, dans la province de Milan en région de Lombardie.

## Situation ferroviaire
Établie à environ 152 mètres d'altitude, la gare de Pregnana-Milanese est située au point kilométrique (PK) 131,037 de la ligne de Turin à Milan entre les gares de Vittuone - Arluno et de Rho.